# Caenis rivulorum
Espèce
Caenis rivulorum est une espèce d'insectes appartenant à l'ordre des éphéméroptères.

## Caractéristiques physiques
- Nymphe : environ 3,5 mm pour le corps (5 à 5,5 mm avec cerques)
- Imago :
  - corps : ♂ 2 à 3 mm, ♀ 3 à 3,5 mm
  - cerques : ♂ 9 à 10 mm, ♀ 3 à 4 mm